# オビー賞
オビー賞（オビーしょう）は"Off-Broadway Theater Awards"の略であり、その年にニューヨークで上演された優れた舞台に与えられる賞である。ニューヨークの新聞社The Village Voiceが主催する。アメリカにおける演劇に対する賞としては、トニー賞に次いで権威がある。トニー賞がブロードウェイを対象としているのに対し、オビー賞はそのほかをカバーしている。
オビー賞は1956年から、The Village Voiceの舞台批評家Jerry Tallmerの監修の元に始まった。当初はオフ・ブロードウェイのみを対象としていたが、1964年からはオフ・オフ・ブロードウェイも含むようになった。
カテゴリーとしては、演技・舞台監督・舞台美術・功労賞などがある。